# Joseph M. Dixon

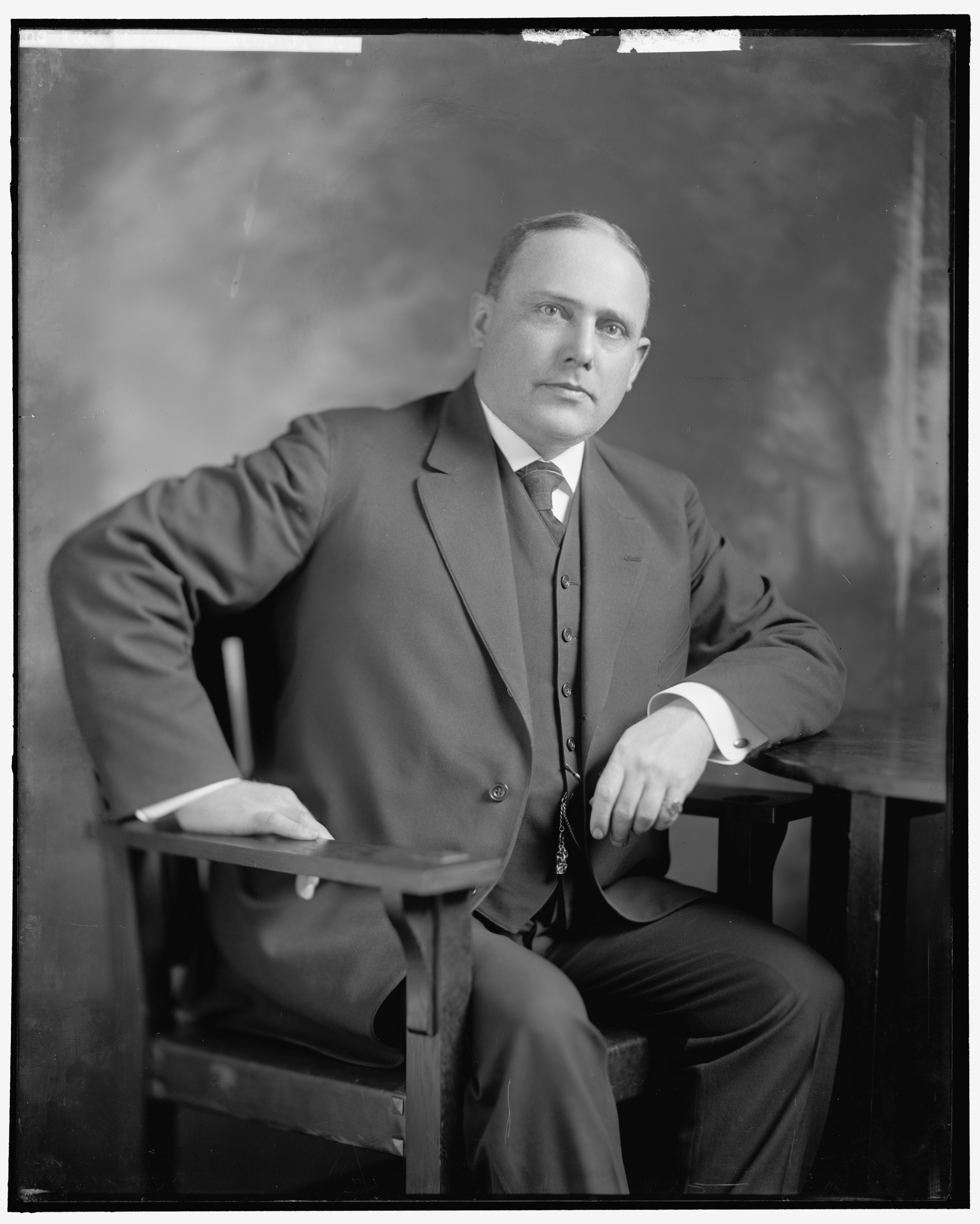
Joseph Moore Dixon

Joseph Moore Dixon (31 de julho de 1867 - 22 de maio de 1934) foi um político de Montana. Serviu como representante entre 1903 a 1907, e senador de Montana entre 1907 a 1913. Também foi o sétimo governador de Montana entre 1921 e 1925.